# Lomec (zámek)
Zámek Lomec, později fara a škola, od roku 1971 klášter Kongregace Šedých sester III. řádu sv. Františka, je kulturní památka České republiky. Nachází se v krajinné památkové zóně Libějovicko-Lomecko, v poutním místě Lomec.

## Historie
Lovecký zámeček nechal v letech 1709-1710 vystavět Albert Buquoy. v roce 1801 jej koupili Schwarzenbergové. Sloužil též jako jako fara a škola. V objektu je od roku 1971, díky iniciativě českobudějovického biskupa Josefa Hloucha, klášter Kongregace Šedých sester III. řádu sv. Františka., které zde provozují poutní dům.